# Friedrich Gernsheim
Pour les articles homonymes, voir Gernsheim (homonymie).
Friedrich Gernsheim (né le 17 juillet 1839 à Worms – mort le 10 septembre 1916 à Berlin) est un chef d'orchestre, pianiste et compositeur allemand.

## Biographie
Il reçoit sa première éducation musicale à la maison, grâce à sa mère, puis à l’âge de 7 ans sous la direction de Louis Liebe (en), un ancien élève de Louis Spohr. Son père, un important médecin juif, fait déménager sa famille après 1848 et ils s’installent à Francfort-sur-le-Main. Friedrich Gernsheim y étudie sous la férule d’Edward Rosenhain, frère de Jacob Rosenhain. Il se produit pour la première fois sur scène en tant que pianiste en 1850 et part en tournée pendant deux ans, puis s’installe avec sa famille à Leipzig, où il étudie le piano avec Ignaz Moscheles à partir de 1852. Il passe les années 1855–1860 à Paris, où il rencontre Théodore Gouvy, Gioachino Rossini, Édouard Lalo et Camille Saint-Saëns.
Ses voyages l’emmènent ensuite à Sarrebruck, il prend en 1861 le poste de chef d’orchestre libéré par Hermann Levi, puis à Cologne, où en 1865 Ferdinand Hiller le nomme au conservatoire (Engelbert Humperdinck et Carl Lachmund seront de ses élèves). De 1874 à 1890, il est directeur musical de la Société philharmonique de Rotterdam. Il est nommé professeur au conservatoire Stern de Berlin, puis en 1897 il rejoint l’Académie des arts.

## Œuvres
- Œuvres pour orchestre
  - Symphonies
    - Symphonie no 1 en sol mineur, op. 32, 1875
    - Symphonie no 2 en mi majeur, op. 46, 1882
    - Symphonie no 3 en ut mineur (Miriam ou Mirjam), op. 54, 1887
    - Symphonie no 4 en si bémol majeur, op. 62, 1895

  - Concertos pour piano
    - Concerto en ut mineur, op. 16, 1869

  - Concertos pour violon
    - Concerto no 1 en ré majeur, op. 42, 1880
    - Concerto no 2 en fa majeur, op. 86, 1912
    - Fantasiestück pour violon et orchestre en ré majeur, op. 33, 1875

  - Concerto pour violoncelle
    - Concerto en mi mineur, op. 78, 1907

  - Zu einem drama, Poème symphonique op. 82, 1910
  - Waldmeisters Brautfahrt, ouverture en mi majeur, op. 13, 1873
  - Divertimento, pour flute et cordes, op. 53, 1887
  - Elohenu, chant hébraïque pour violoncelle et petit orchestre (ou piano), 1882
- Musique de Chambre
  - Trio à cordes
    - Trio en sol majeur, 1900

  - Quatuors à cordes
    - Quatuor no 1 en ut mineur, op. 25, 1872
    - Quatuor no 2 en la mineur, op. 31, 1875
    - Quatuor no 3 en fa majeur, op. 51, 1886
    - Quatuor no 4 en mi mineur, op. 66, 1900
    - Quatuor no 5 en la majeur, op. 83, 1911

  - Quatuors à clavier
    - Quatuor no 1 en mi majeur, op. 6, 1865
    - Quatuor no 2 en ut mineur, op. 20, 1870
    - Quatuor no 3 en fa majeur, op. 47, 1883

  - Quintettes à clavier
    - Quintette no 1 en ré mineur, op. 35, 1877
    - Quintette no 2 en si mineur, op. 63, 1897

  - Quintettes à cordes
    - Quintette no 1 en ré majeur, op. 9
    - Quintette no 2 en mi majeur, op. 89

  - Œuvres pour violon et piano
    - Sonate no 1 en ut mineur, op. 4, 1864
    - Sonate no 2 en ut majeur, op. 50, 1885
    - Sonate no 3 en fa majeur, op. 64, 1898
    - Sonate no 4 en sol majeur, op. 85, 1912
    - Andante, 1853
    - Fantasiestück en ré majeur op. 33, 1876
    - Introduction & Allegro appassionato op. 38, 1879

  - Trios à clavier
    - Trio no 1 en fa majeur, op. 28
    - Trio no 2 en si bémol majeur, op. 37
    - Deux autres Trios à claviers non édités

  - Sonates pour violoncelle et piano
    - Sonate no 1 en ré mineur, op. 12, 1868
    - Sonate no 2 en mi mineur, op. 79, 1902-06
    - Sonate no 3 en mi mineur, op. 87, 1914

  - Sonate pour piano
    - Sonate en fa mineur, op. 1
    - Sonate no 2 en mi bémol majeur (1853)
    - Sonate no 3 en ré mineur (1854)

  - Orgue
    - Fantaisie et fugue, op. 76
- Œuvres vocales et orchestrales
  - Salamis, pour chœur d'hommes et orchestre, op. 10
  - Nibelungen wiederfahrt, op. 73
  - Nornen wiegenlied, op. 65
  - Agrippina, op. 77